# Bataille de la chaussée de Walcheren
Seconde Guerre mondiale
Batailles
Front d'Europe de l'Ouest
- Campagnes du Danemark et de Norvège
- Bataille de France
- Bataille de Belgique
- Bataille des Pays-Bas
- Bataille d'Angleterre
- Blitz
- Opération Myrmidon
- Opération Ambassador
- Raid de Dieppe
- Sabordage de la flotte française à Toulon
- Bataille aérienne de Berlin
- Bataille de Normandie
- Débarquement de Provence
- Libération de la France
- Campagne de la ligne Siegfried
- Bataille du Benelux
- Poche de Breskens
- Bataille des Vosges (Bruyères)
- Bataille des Ardennes
- Bataille de Saint-Vith
- Siège de Bastogne
- Opération Bodenplatte
- Opération Nordwind
- Campagne de Lorraine
- Bataille d'Alsace (Forêt de la Hardt, Poche de Colmar Jebsheim)
- Campagne d'Allemagne
- Raid de Granville
- Libération d'Arnhem
- Bataille de Groningue
- Insurrection géorgienne du Texel
- Bataille de Slivice
- Capitulation allemande

Front d’Europe de l’Est

Campagnes d'Afrique, du Moyen-Orient et de Méditerranée

Bataille de l’Atlantique

Guerre du Pacifique

Guerre sino-japonaise

Théâtre américain
La bataille de la chaussée de Walcheren (en anglais Battle of Walcheren Causeway) est l'un des combats de la bataille de l'Escaut qui opposa fin octobre 1944 la 5e brigade d'infanterie canadienne, des éléments de la 52e division britannique (Lowland) et les troupes de la 15e armée allemande. Ce fut le premier des nombreux affrontements sur et aux alentours de l'ile de Walcheren, phase ultime pour le contrôle de l'Escaut et des accès du port d'Anvers.

## L'importance stratégique
Après la percée en Normandie de la Seconde armée britannique et de la Première armée canadienne au début de septembre 1944, les lignes d'approvisionnement s'étirèrent en longueur, alourdissant la charge de la logistique des armées. La résistance des forces allemandes à abandonner le contrôle des ports continentaux de la Manche signifie pour les Alliés qu’une grande partie de l'essence devra être utilisée par les camions transportant l'approvisionnement depuis les plages normandes vers la nouvelle ligne de front en Belgique. Avec la prise du port d’Anvers et ses installations intactes, les Alliés pouvaient désormais compter sur un port en eau profonde. Par contre, les défenses allemandes qui bordaient la voie maritime menant au port rendaient sa possession inutile avant la destruction des batteries côtières des deux côtés du canal.

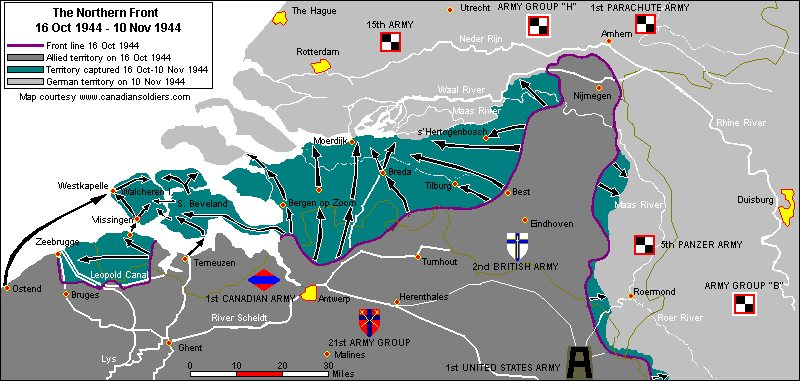
Le front nord, 16 octobre - 10 novembre 1944.